# Den Fredløses Hustru
Den Fredløses Hustru er en amerikansk stumfilm fra 1913 af D. W. Griffith.

## Medvirkende
- Henry B. Walthall.
- Blanche Sweet.
- Harry Carey.
- Gertrude Bambrick.